# Borová (Slowakije)
Borová (Hongaars: Fenyves) is een Slowaakse gemeente in de regio Trnava, en maakt deel uit van het district Trnava.
Borová telt 395 inwoners.